# Francis Benjamin
Francis Ishida Benjamin (sinh ngày 20 tháng 6 năm 1993) là một cầu thủ bóng đá người Nigeria thi đấu cho Speranța Nisporeni ở vị trí hậu vệ trái.

## Sự nghiệp quốc tế
Benjamin có màn ra mắt năm 2010 và được đá chính thường xuyên kể từ trận giao hữu trước Niger vào ngày 15 tháng 8 năm 2012. Anh được chọn vào đội hình Nigeria tham dự Cúp Liên đoàn các châu lục 2013 và Vòng loại World Cup 2014.